# Las tortugas también vuelan
Las tortugas también vuelan (en persa لاک‌پشت‌ها هم پرواز می‌کنند Lâkpošthâ ham parvâz mikonand; en inglés Turtles Can Fly) es una película kurda del género drama, estrenada en  2004. Fue dirigida, escrita y producida por el director de cine iraní Bahman Ghobadi, con un notable tema musical compuesto por Hossein Alizadeh. Fue la primera película grabada en territorio iraquí desde la caída de Saddam Hussein. La película representó a Irán en los premios Oscar de 2005.

## Sinopsis
Los hechos ocurren antes de la invasión de Irak por parte de la coalición de países liderada por Estados Unidos de 2003. En un campo de refugiados del Kurdistán iraquí, en la frontera con Turquía, los damnificados buscan desesperadamente el dinero necesario para poder adquirir una antena parabólica con la suficiente potencia como para poder enterarse de las noticias internacionales sobre la inminente guerra que se avecina. 
Los niños, marcados por la guerra, mutilados, huérfanos, hambrientos, desgarrados, son los que se llevan la peor parte, obligados a sobrevivir en condiciones infrahumanas y convertirse en adultos pese a su temprana edad.
La película muestra el sufrimiento del día a día de estos jóvenes, la amistad entre ellos, lo difícil que les resulta tener que sobrevivir con lo mínimo y cuya única forma de conseguir ingresos para sus necesidades básicas es recogiendo minas antipersonas sin ningún tipo de equipamiento ni protección y vendiéndolas en el mercado negro. 
Ghobadi rodó el film con jóvenes y niños kurdos no profesionales que habían sufrido el dolor en sus propias carnes, aportando así autenticidad y mucha fuerza expresiva a la película.

## Reparto
- Soran Ebrahim: "Hollywood" (Kak Satellite).
- Avaz Latif: Agrin (la niña-madre).
- Hiresh Feyssal Rahman: Hengov (el manco que predice el futuro).
- Saddam Hossein Feysal: Pashow (al que le faltaba un pie).
- Abdol Rahman Karim: Riga (el bebé, hijo de Agrin).
- Ajil Zibari: Shirkooh (el niño que se golpea el solo, repetidas veces).

## Premios y nominaciones
- Festival Internacional de Cine de San Sebastián
  - Concha de Oro a la Mejor película (2004)

- Festival Internacional de Sao Paulo (Mostra Internacional de Cinema São Paulo) 
  - Premio Especial del Público - 2004

- Festival de Niños de Isfahan
  - Mejor Película - 2004

- Festival Internacional de Róterdam (International Film Festival Rotterdam) 
  - Premio del Público - 2005

- Festival de Cine Contemporáneo de la Ciudad de México
  - La Pieza - 2005

- Festival Internacional de Cine de Berlín (Internationale Filmfestspiele Berlin) 
  - Premio a la Paz - 2005

- Premios Óscar
  - Seleccionada al Óscar como mejor Película Extranjera - 2005